# Reichstagswahlkreis Regierungsbezirk Danzig 1

Die Wahlkreisaufteilung des Deutschen Reichs.

Der Reichstagswahlkreis Provinz Westpreußen – Regierungsbezirk Danzig 1 (Wahlkreis 18; Wahlkreis Elbing-Marienburg) war ein Wahlkreis für die Reichstagswahlen im Deutschen Reich und im Norddeutschen Bund von 1867 bis 1918.

## Wahlkreiszuschnitt
Der Wahlkreis umfasste den Stadtkreis Elbing, den Landkreis Elbing und den Landkreis Marienburg in Westpreußen.
| Jahr | Einwohner |
| ---- | --------- |
| 1890 | 137.738   |
| 1895 | 144.989   |
| 1900 | 152.220   |
| 1905 | 157.608   |
| 1910 | 160.246   |

|      | Landwirtschaft | Industrie und Gewerbe | Handel und Dienstleistungen |
| ---- | -------------- | --------------------- | --------------------------- |
| 1895 | 49,8           | 34,3                  | 16,0                        |
| 1907 | 42,6           | 39,4                  | 18,01                       |

|      | Evangelisch | Katholisch |
| ---- | ----------- | ---------- |
| 1890 | 67,4        | 26,4       |
| 1905 | 68,2        | 26,3       |
| 1910 | 68,7        | 25,8       |

## Abgeordnete
| Wahl                                 | Abgeordneter                  | Partei                     | Bild |
| ------------------------------------ | ----------------------------- | -------------------------- | ---- |
| Reichstagswahl Februar 1867 bis 1877 | Wilhelm von Brauchitsch       | Konservative Partei        | 0    |
| Reichstagswahl 1877 bis 1878         | Otto Hausburg                 | Liberal, Fraktionslos      | 0    |
| Reichstagswahl 1878 bis 1884         | Wilhelm von Minnigerode       | Konservative Partei        | 0    |
| Reichstagswahl 1884 bis 1890         | Bernhard von Puttkamer        | Deutschkonservative Partei | 0    |
| Reichstagswahl 1890 bis 1893         | Richard zu Dohna-Schlobitten  | Deutschkonservative Partei |      |
| Reichstagswahl 1893 bis 1902         | Bernhard von Puttkamer        | Deutschkonservative Partei | 0    |
| Ersatzwahl 1902 bis 1918             | Elard von Oldenburg-Januschau | Deutschkonservative Partei |      |

## Wahlen

### 1867 (Februar)
Es fand nur ein Wahlgang statt.
| Kandidat                | Partei              | Stimmen | in % | Anmerkungen |
| ----------------------- | ------------------- | ------- | ---- | ----------- |
| Wilhelm von Brauchitsch | Konservative Partei | 11.661  | 0    | 0           |

### 1867 (August)
Es fand nur ein Wahlgang statt.
| Kandidat                | Partei              | Stimmen | in % | Anmerkungen |
| ----------------------- | ------------------- | ------- | ---- | ----------- |
| Wilhelm von Brauchitsch | Konservative Partei | 7732    | 0    | 0           |

### 1871
Es fanden zwei Wahlgänge statt. Im ersten Wahlgang ergab sich folgendes Ergebnis:
| Kandidat                | Partei              | Stimmen | in % | Anmerkungen |
| ----------------------- | ------------------- | ------- | ---- | ----------- |
| Wilhelm von Brauchitsch | Konservative Partei | 4156    | 0    | 0           |
|                         | NLP                 | 3181    | 0    | 0           |
|                         | Zentrum             | 1623    | 0    | 0           |
| Sonstige                | 0                   | 9       | 0    | 0           |

In der Stichwahl ergab sich folgendes Ergebnis:
| Kandidat                | Partei              | Stimmen | in % | Anmerkungen |
| ----------------------- | ------------------- | ------- | ---- | ----------- |
| Wilhelm von Brauchitsch | Konservative Partei | 5436    | 0    | 0           |
|                         | NLP                 | 4683    | 0    | 0           |

### 1874
Es fanden zwei Wahlgänge statt. Im ersten Wahlgang ergab sich folgendes Ergebnis:
| Kandidat                | Partei              | Stimmen | in % | Anmerkungen |
| ----------------------- | ------------------- | ------- | ---- | ----------- |
| Wilhelm von Brauchitsch | Konservative Partei | 3517    | 0    | 0           |
|                         | NLP                 | 3949    | 0    | 0           |
|                         | Zentrum             | 2651    | 0    | 0           |
|                         | SPD (Eisena.)       | 83      | 0    | 0           |
| Sonstige                | 0                   | 28      | 0    | 0           |

In der Stichwahl ergab sich folgendes Ergebnis:
| Kandidat                | Partei              | Stimmen | in % | Anmerkungen |
| ----------------------- | ------------------- | ------- | ---- | ----------- |
| Wilhelm von Brauchitsch | Konservative Partei | 5927    | 0    | 0           |
|                         | NLP                 | 5340    | 0    | 0           |

### 1877
Es fanden zwei Wahlgänge statt. Im ersten Wahlgang ergab sich folgendes Ergebnis:
| Kandidat      | Partei                | Stimmen | in % | Anmerkungen |
| ------------- | --------------------- | ------- | ---- | ----------- |
|               | Reichspartei          | 2202    | 0    | 0           |
| Otto Hausburg | Liberal, Fraktionslos | 3986    | 0    | 0           |
|               | Zentrum               | 2904    | 0    | 0           |
|               | SPD                   | 182     | 0    | 0           |
| Sonstige      | 0                     | 8       | 0    | 0           |

In der Stichwahl ergab sich folgendes Ergebnis:
| Kandidat      | Partei                | Stimmen | in % | Anmerkungen |
| ------------- | --------------------- | ------- | ---- | ----------- |
| Otto Hausburg | Liberal, Fraktionslos | 10.291  | 0    | 0           |
|               | Zentrum               | 4652    | 0    | 0           |

### 1878
Es fand nur ein Wahlgang statt.
| Kandidat                | Partei              | Stimmen | in % | Anmerkungen |
| ----------------------- | ------------------- | ------- | ---- | ----------- |
| Wilhelm von Minnigerode | Konservative Partei | 7407    | 0    | 0           |
|                         | Liberal             | 3337    | 0    | 0           |
|                         | Reichspartei        | 2456    | 0    | 0           |
|                         | Zentrum             | 190     | 0    | 0           |
|                         | SPD                 | 200     | 0    | 0           |
| Sonstige                | 0                   | 9       | 0    | 0           |

### 1881
Es fanden zwei Wahlgänge statt. Im ersten Wahlgang ergab sich folgendes Ergebnis:
| Kandidat                | Partei              | Stimmen | in % | Anmerkungen |
| ----------------------- | ------------------- | ------- | ---- | ----------- |
| Wilhelm von Minnigerode | Konservative Partei | 5714    | 0    | 0           |
|                         | LibV                | 4176    | 0    | 0           |
|                         | Zentrum             | 2760    | 0    | 0           |
|                         | SPD                 | 193     | 0    | 0           |
| Sonstige                | 0                   | 7       | 0    | 0           |

In der Stichwahl ergab sich folgendes Ergebnis:
| Kandidat                | Partei              | Stimmen | in % | Anmerkungen |
| ----------------------- | ------------------- | ------- | ---- | ----------- |
| Wilhelm von Minnigerode | Konservative Partei | 8165    | 0    | 0           |
|                         | LibV                | 5526    | 0    | 0           |

### 1884
Es fanden zwei Wahlgänge statt. Die Zahl der Wahlberechtigten betrug 25.683 und die Zahl der abgegebenen Stimmen im ersten Wahlgang 14.052 von denen 38 ungültig waren. Die Wahlbeteiligung betrug 54,9 %.
| Kandidat               | Partei                     | Stimmen | in % | Anmerkungen |
| ---------------------- | -------------------------- | ------- | ---- | ----------- |
| Bernhard von Puttkamer | Deutschkonservative Partei | 5373    | 0    | 0           |
|                        | Konservativ                | 2329    | 0    | 0           |
|                        | F                          | 3736    | 0    | 0           |
|                        | Zentrum                    | 2495    | 0    | 0           |
|                        | SPD                        | 106     | 0    | 0           |
| Sonstige               | 0                          | 13      | 0    | 0           |

Die Zahl der abgegebenen Stimmen in der Stichwahl betrug 14.200 von denen 36 ungültig waren. Die Wahlbeteiligung betrug 55,4 %.
| Kandidat               | Partei                     | Stimmen | in % | Anmerkungen |
| ---------------------- | -------------------------- | ------- | ---- | ----------- |
| Bernhard von Puttkamer | Deutschkonservative Partei | 8038    | 0    | 0           |
|                        | F                          | 6162    | 0    | 0           |

### 1887
Es fand nur ein Wahlgang statt. Die Zahl der Wahlberechtigten betrug 26.920 und die Zahl der abgegebenen Stimmen 19.155 von denen 30 ungültig waren. Die Wahlbeteiligung betrug 71,3 %.
| Kandidat               | Partei                     | Stimmen | in % | Anmerkungen                               |
| ---------------------- | -------------------------- | ------- | ---- | ----------------------------------------- |
| Bernhard von Puttkamer | Deutschkonservative Partei | 11.409  | 0    | 0                                         |
|                        | F                          | 5596    | 0    | 0                                         |
| August Godau           | SPD                        | 2114    | 0    | Schlossermeister August Godau (1853–1887) |
| Sonstige               | 0                          | 6       | 0    | 0                                         |

### 1890
Es sind keine Wahlkreisabkommen der Parteien überliefert. Es fand nur ein Wahlgang statt. Die Zahl der Wahlberechtigten betrug 27.196 und die Zahl der abgegebenen Stimmen 19.207 von denen 31 ungültig waren. Die Wahlbeteiligung betrug 70,6 %.
| Kandidat                     | Partei                     | Stimmen | in % | Anmerkungen |
| ---------------------------- | -------------------------- | ------- | ---- | ----------- |
| Richard zu Dohna-Schlobitten | Deutschkonservative Partei | 10.528  | 54,9 | 0           |
| Hans von Reibnitz            | DF                         | 2704    | 14,1 | 0           |
| Otto Jochem                  | SPD                        | 4795    | 25,0 | 0           |
|                              | Zentrum                    | 918     | 4,8  | 0           |
|                              | Zentrum                    | 201     | 1,0  | 0           |
| Sonstige                     | 0                          | 30      | 0,2  | 0           |

### 1893
Die Polen unterstützen den Kandidaten des Zentrums. Es fand nur ein Wahlgang statt. Die Zahl der Wahlberechtigten betrug 27.855 und die Zahl der abgegebenen Stimmen 19.491 von denen 47 ungültig waren. Die Wahlbeteiligung betrug 70,0 %.
| Kandidat               | Partei                     | Stimmen | in % | Anmerkungen            |
| ---------------------- | -------------------------- | ------- | ---- | ---------------------- |
| Bernhard von Puttkamer | Deutschkonservative Partei | 10.349  | 53,2 | 0                      |
| Schultze               | FVP                        | 1668    | 8,6  | 0                      |
|                        | Reichspartei               | 58      | 0,3  | 0                      |
| Wagner                 | NLP                        | 819     | 4,2  | Rechtsanwalt in Berlin |
| Otto Jochem            | SPD                        | 3764    | 19,3 | 0                      |
| Peter Spahn            | Zentrum                    | 2774    | 14,3 | 0                      |
| Sonstige               | 0                          | 12      | 0,1  | 0                      |

### 1898
Es sind keine Wahlkreisabkommen der Parteien überliefert. Es fand nur ein Wahlgang statt. Die Zahl der Wahlberechtigten betrug 29.195 und die Zahl der abgegebenen Stimmen 18.569 von denen 39 ungültig waren. Die Wahlbeteiligung betrug 63,6 %.
| Kandidat                       | Partei                     | Stimmen | in % | Anmerkungen |
| ------------------------------ | -------------------------- | ------- | ---- | ----------- |
| Bernhard von Puttkamer         | Deutschkonservative Partei | 9346    | 50,4 | 0           |
| Carl August Ludwig von Munckel | FVP                        | 591     | 3,2  | 0           |
| Wagner                         | NLP                        | 1048    | 5,7  | 0           |
| Wolszlegier                    | Polen                      | 26      | 0,1  | 0           |
| Franz Storch                   | SPD                        | 4473    | 24,1 | 0           |
| Peter Spahn                    | Zentrum                    | 3034    | 16,4 | 0           |
| Sonstige                       | 0                          | 12      | 0,1  | 0           |

### Ersatzwahl 1902
Da von Puttkamer sein Mandat niedergelegt hatte, kam es am 3. April 1902 zu einer Ersatzwahl. Der konservative Wahlverein im Marienburg stimmte sich mit dem BdL ab und benannte den Provinzvorsitzenden des BdL zum Kandidaten. Der konservative Wahlverein von Elbing lehnte dies ab und benannte stattdessen Fürst Dohna-Schlobitten als Kandidaten. Da dieser die Kandidatur ablehnte und das Vorgehen in der konservativen Presse negativ kommentiert wurde, unterstützte dann auch Elbing den Kandidaten Oldenburg. Es fand nur ein Wahlgang statt. Die Zahl der Wahlberechtigten betrug 30.352 und die Zahl der abgegebenen Stimmen 18.461 von denen 62 ungültig waren. Die Wahlbeteiligung betrug 60,8 %.
| Kandidat                      | Partei                     | Stimmen | in % | Anmerkungen      |
| ----------------------------- | -------------------------- | ------- | ---- | ---------------- |
| Elard von Oldenburg-Januschau | Deutschkonservative Partei | 9205    | 50,0 | 0                |
| Kindler                       | FVP                        | 1251    | 6,8  | 0                |
| Wagner                        | NLP                        | 415     | 2,3  | 0                |
| Albert König                  | SPD                        | 4929    | 26,8 | 0                |
| Zagermann                     | Zentrum                    | 2587    | 14,1 | Probst in Elbing |
| Sonstige                      | 0                          | 12      | 0,1  | 0                |

### 1903
Erneut prägte der Konflikt zwischen dem konservativen Wahlverein in Marienburg und Elbing die Kandidatenkür. Diesmal kam es zu keiner Einigung und Elbing benannte Professor Heidenheim als Kandidaten. Die liberalen Parteien einigten sich auf einen Kandidaten der NLP. Es fanden zwei Wahlgänge statt. Die Zahl der Wahlberechtigten betrug 31.531 und die Zahl der abgegebenen Stimmen im ersten Wahlgang 21.206 von denen 33 ungültig waren. Die Wahlbeteiligung betrug 67,3 %.
| Kandidat                      | Partei                     | Stimmen | in % | Anmerkungen              |
| ----------------------------- | -------------------------- | ------- | ---- | ------------------------ |
| Elard von Oldenburg-Januschau | Deutschkonservative Partei | 6258    | 29,6 | 0                        |
| Heidenheim                    | Deutschkonservative Partei | 3245    | 15,3 | 0                        |
| Karl Schmidt                  | NLP                        | 1740    | 8,2  | Fabrikbesitzer in Lenzen |
| Arthur Crispien               | SPD                        | 6600    | 31,2 | 0                        |
| Zagermann                     | Zentrum                    | 3292    | 15,5 | 0                        |
| Sonstige                      | 0                          | 38      | 0,2  | 0                        |

Die Zahl der abgegebenen Stimmen in der Stichwahl betrug 20.772 von denen 213 ungültig waren. Die Wahlbeteiligung betrug 65,9 %.
| Kandidat                      | Partei                     | Stimmen | in % | Anmerkungen |
| ----------------------------- | -------------------------- | ------- | ---- | ----------- |
| Elard von Oldenburg-Januschau | Deutschkonservative Partei | 11215   | 54,6 | 0           |
| Arthur Crispien               | SPD                        | 9344    | 45,4 | 0           |

### 1907
Die konservativen Wahlvereine in Marienburg und Elbing konnten sich diesmal auf Oldenburg einigen. Der Versuch der NLP, einen gemeinsamen Kandidaten mit den Konservativen aus Elbing zu finden, scheiterte genauso wie eine Zusammenarbeit der liberalen Parteien. Es fanden zwei Wahlgänge statt. Die Zahl der Wahlberechtigten betrug 32.374 und die Zahl der abgegebenen Stimmen im ersten Wahlgang 26.693 von denen 77 ungültig waren. Die Wahlbeteiligung betrug 82,5 %.
| Kandidat                      | Partei                     | Stimmen | in % | Anmerkungen             |
| ----------------------------- | -------------------------- | ------- | ---- | ----------------------- |
| Elard von Oldenburg-Januschau | Deutschkonservative Partei | 12.206  | 45,9 | 0                       |
| Fischer                       | NLP                        | 3570    | 13,4 | Oberingenieur in Elbing |
| Arthur Crispien               | SPD                        | 6838    | 25,7 | 0                       |
| Paul Richter                  | Zentrum                    | 3968    | 14,9 | 0                       |
| Sonstige                      | 0                          | 34      | 0,1  | 0                       |

In der Stichwahl sprachen sich Zentrum, NLP und FVP für Oldenburg aus. Die Zahl der abgegebenen Stimmen in der Stichwahl betrug 24.486 von denen 198 ungültig waren. Die Wahlbeteiligung betrug 75,6 %.
| Kandidat                      | Partei                     | Stimmen | in % | Anmerkungen |
| ----------------------------- | -------------------------- | ------- | ---- | ----------- |
| Elard von Oldenburg-Januschau | Deutschkonservative Partei | 17.296  | 71,2 | 0           |
| Arthur Crispien               | SPD                        | 6992    | 28,8 | 0           |

### 1912
Die Spaltung der konservativen Wahlvereine in Marienburg und Elbing hatte sich verschärft. Im Mai 1909 benannte sich der konservative Wahlverein in Elbing in „Vaterländischer Arbeiterverein“ um. Zentrales Ziel war die Verhinderung Oldenburgs als Abgeordneter, die Schwächung des Einflusses des BdL und die Ablehnung der Finanzreform. Zur Umsetzung dieser Ziele bildete sich im Januar 1910 der „Vaterländische Wahlverein“ für die Kreise Elbing und Marienburg aus den Elbinger Konservativen, der NLP und bekannten Persönlichkeiten des Ostmarkvereins, des Evangelischen Bundes und des Bauernbundes. Als Kandidat wurde der Stadtforstrat Schöder von der Reichspartei aufgestellt. Dieser wurde auch von der FVP unterstützt. Zentrum und FoVP riefen zur Wahl Oldenburgs auf.
Es fanden zwei Wahlgänge statt. Die Zahl der Wahlberechtigten betrug 33.054 und die Zahl der abgegebenen Stimmen im ersten Wahlgang 27.065 von denen 68 ungültig waren. Die Wahlbeteiligung betrug 81,9 %.
| Kandidat                      | Partei                     | Stimmen | in % | Anmerkungen             |
| ----------------------------- | -------------------------- | ------- | ---- | ----------------------- |
| Elard von Oldenburg-Januschau | Deutschkonservative Partei | 10.660  | 39,5 | 0                       |
| Schröder                      | Deutsche Reichspartei      | 8189    | 30,3 | Stadtforstrat in Elbing |
| Arthur Crispien               | SPD                        | 8133    | 30,1 | 0                       |
| Sonstige                      | 0                          | 15      | 0,1  | 0                       |

In der Stichwahl kam es auf die Stimmen der sozialdemokratischen Wähler an. Es kam jedoch zu keinen Absprachen, da beide Kandidaten befürchteten, bei einem Bündnis mit der SPD eigene Wähler zu vergraulen. Die SPD rief zu strikter Enthaltung auf. Die Zahl der abgegebenen Stimmen in der Stichwahl betrug 27.675 von denen 851 ungültig waren. Die Wahlbeteiligung betrug 83,7 %.
| Kandidat                      | Partei                     | Stimmen | in % | Anmerkungen |
| ----------------------------- | -------------------------- | ------- | ---- | ----------- |
| Elard von Oldenburg-Januschau | Deutschkonservative Partei | 11.718  | 43,7 | 0           |
| Schröder                      | Deutsche Reichspartei      | 15.106  | 56,3 | 0           |